# Arsuri (okręg Caraș-Severin)
Arsuri – wieś w Rumunii, w okręgu Caraș-Severin, w gminie Cornereva. W 2011 roku liczyła 34 mieszkańców. 